# Chusquea costaricensis
Chusquea costaricensis är en gräsart som beskrevs av Lynn G. Clark och March. Chusquea costaricensis ingår i släktet Chusquea och familjen gräs. Inga underarter finns listade i Catalogue of Life.